# Трактор (хокейний клуб)
Хокейний клуб «Трактор» — хокейний клуб з м. Челябінська, Росія. Заснований у 1947 році. З 1947 по 1953 роки — «Дзержинець», з 1953 по 1958 — «Авангард», з 1958 — «Трактор». Виступає у Континентальній хокейній лізі. 
Бронзовый призер чемпіонату СРСР (1977). Бронзовий призер МХЛ (1993, 1994). Фіналіст Кубка Шпенглера (1972). Фіналіст Кубка СРСР (1973).
Домашні матчі проводить на Льдовій арені «Трактор» (7500). Кольори клубу: чорний, білий і червоний.

## Історія
Хокейний клуб «Трактор» Челябінськ заснований у 1947 році на Челябінському тракторному заводі. У чемпіонатах країни виступав під назвами: «Дзержинець» (з 1948 по 1953 рік), «Авангард» (з 1954 по 1958 рік). Назву «Трактор» клуб носить з сезону 1958—59.
У першості країни команда дебютувала 1 січня 1948 року, коли взяла участь у турнірі команд другої групи. У першому ж сезоні команда здобула право виступати у першій групі. 12 грудня 1948 року — день дебюту челябінського «Дзержинця» у вищій лізі. Першим суперником команди був чемпіон країни ЦДКА. Автором першої шайби челябінців у вищій лізі став Георгій Женішек. Найкращим бомбардиром у первому сезоні — Віктор Шувалов, який згодом виступав у збірній СРСР.
Сергій Захватов у 1950-х роках став першим із челябінців, якому було присвоєно звання заслуженого тренера СРСР.
У сезоні 1954—55 «Авангард» вперше посів в елітній лізі четверте місце. У сезоні 1961—62 «Трактор» вперше переміг команду ЦСКА. У сезонах 1965—66 і 1967—68 «Трактор» грав у другій групі. Повернули команду у першу групу тренери Віктор Столяров і Віктор Соколов.
У 1973 році команда вперше пробилась у фінал Кубка СРСР. У переповнених «Лужниках» 6 вересня 1973 року команда Альберта Данилова грала із ЦСКА. У матчі челябінці вели 2:0, але програли 2:5. Потім чотири сезони команду тренував заслужений тренер СРСР Анатолій Кострюков. У сезоні 1976—77 Кострюков вперше в історії клубу привів «Трактор» до бронзових нагород.
Троє хокеїстів челябінського «Трактора» на рубежі 1970-80-х років стали чемпіонами світу, безпосередньо запрошуючись до збірної СРСР із «Трактора»: нападник Сергій Макаров (1978), захисники Сергій Старіков (1979) і Микола Макаров (1981). Сергій Старіков і Сергій Макаров завоювали більше десятка золотих нагород кожен у складі збірної СРСР на чемпіонатах світу, Європи і Олімпійських іграх. Воротар «Трактора» Сергій Мильников визнавався найкращим воротарем країни, а у 1988 році у Калгарі став олімпійським чемпіоном, а у 1986, 1989 і 1990 — тричі чемпіоном світу.
Під керівництвом Валерія Бєлоусова команда двічі поспіль — у 1993 і 1994 роках — вигравала бронзові нагороди чемпіонату Міжнаціональної хокейної ліги. Окрім того, у 1993 році чемпіонами світу стали відразу п'ять хокеїстів «Трактора»: воротар Андрій Зуєв, захисник Андрій Сапожніков, нападники Костянтин Астраханцев, Ігор Варицький і Валерій Карпов. У 1994 році шість гравців «Трактора» взяли участь у зимових Олімпійських іграх 1994 у норвезькому Ліллегаммері: воротар Андрій Зуєв, захисники Олег Давидов і Сергій Тертишний, нападники Ігор Варицький, Валерій Карпов і Равіль Гусманов. Однак збірна Росії стала лише четвертою. 
З сезону 1995 року «Трактор» почав входити у смугу кризи. А у сезоні 1998—99 команда залишила суперлігу. Як виявилось згодом — на сім років. У сезонах 2003—04 і 2004—05 «Трактор» двічі безуспішно намагався вирішити завдання повернутися у суперлігу. І лише у сезоні 2005—06 завдання було вирішене. Команда Геннадія Цигурова впевнено відіграла увесь сезон, а у півфінальній серії перемогла пензенський «Дизеліст», і офіційно повернулась у суперлігу. 
У першому після повернення з вищої ліги у чемпіонаті команда Геннадія Цигурова успішно справилась із завданням зберегти місце у еліті. Вже наступного року керівництво клубу зробило ставку на молодого Андрія Назарова, який став двадцятим головним тренером в історії «Трактора». Із Назаровим команда у перший ж сезон його роботи з 14 місця у регулярному чемпіонаті вийшла у плей-оф — вперше за десять років. У 2008 році «Трактор» став повноправним учасником чемпіонату Континентальної хокейної ліги і знову пробився у плей-оф, цього разу з вищого 12 місця. 
17 січня 2009 року була відкрита льодова арена «Трактор» на 7 500 глядачів.

## Досягнення
- 1972 — фіналіст Кубка Шпенглера;
- 1973 — фіналіст Кубка СРСР;
- 1977 — бронзовый призер чемпіонату СРСР;
- 1993 — бронзовий призер чемпіонату Міжнаціональної хокейної ліги;
- 1994 — бронзовий призер чемпіонату Міжнаціональної хокейної ліги;

## Тренери
- Віктор Васильєв (1948—1952)
- Василь Карелін (1952—1954)
- Сергій Захватов (1954—1962)
- Микола Сидоренко (1962—1964)
- Олександр Новокрещенов (1964)
- Віктор Столяров (1964—65, 1968—73)
- Владислав Смирнов (1965)
- Альберт Данилов (1965—66, 1973—74)
- Анатолій Кострюков[ru] (1974—1978)
- Геннадій Цигуров[en] (1978—1984, 1987—1989, липень 2005—березень 2007)
- Анатолій Шустов (1984—1987)
- Валерій Бєлоусов (1990—1995)
- Анатолій Картаєв[ru] (1995–1996)
- Сергій Григоркін (1995—1999)
- Анатолій Тимофєєв (2000—01, 2003—січень 2005)
- Сергій Парамонов (2001)
- Олександр Глазков (2001—02)
- Микола Макаров (2003—04)
- Анатолій Богданов (січень — липень 2005)
- Андрій Назаров (5 квітня 2007 — 8 квітня 2010)
- Андрій Сидоренко (21 квітня 2010 — 8 жовтня 2010)
- Валерій Бєлоусов (8 жовтня 2010 — 30 квітня 2014)
- Каррі Ківі (19 травня 1914 — 22 жовтня 2014)
- Андрій Николишин (23 жовтня 2014 — 23 листопада 2015)
- Анвар Гатіятулін (2015 — 2018)
- Герман Титов (4 червня 2018 — 12 жовтня 2018)
- Олексій Тертишний (12 жовтня 2018 — 19 квітня 2019)
- Петеріс Скудра (19 квітня 2019 — 1 листопада 2019)
- Володимир Юрзінов (з 1 листопада 2019)

## Відомі гравці
Найсильнішими хокеїстами команди у 40-ві і на початку 50-х років були:
- воротарі — Б. Ребянський, Н. Кокшаров, Ю. Ніконов;
- захисники — Н. Алексушин, С. Захватов, В. Васильєв, Є. Рогов, В. Столяров, Е. Поляков, Б. Ржанніков;
- нападники — В. Шувалов, Г. Женішек, Н. Епштейн, В. Каравдін, В. Соколов, А. Данилов, Р. Документов, А. Ольков, В. Кисельов, Г. Бурачков,

До числа найкращих хокеїстів СРСР входили:
- воротарі — Володимир Коршакевич (1974) і Сергій Мильников (1979, 1986 і 1987);
- захисники — Микола Макаров (1977, 1979, 1981 і 1982), Сергій Старіков (1979);
- нападники — Віктор Кунгурцев (1959), Анатолій Картаєв (1971 і 1977), Валерій Бєлоусов (1976, 1977 і 1981), В. Євстифєєв (1976), Петро Природін[ru] (1976), Микола Шорін (1977).

У складі СРСР на чемпіонатах світу і зимових Олімпійських іграх виступали Сергій Макаров (1978), Сергій Стариков (1979), Микола Макаров (1981), Сергій Мильников (1985—1989). 
В чемпіонатах МХЛ і Росії відзначались: 
- воротар — Андрій Зуєв;
- захисники — А. Шварєв, Сергій Тертишний, Олег Давидов, Андрій Сапожніков, В. Нікулін, Дмитро Калінін;
- нападники — П. Лазарєв, С. Гомоляко, Ігор Варицький, Костянтин Астраханцев, Равіль Гусманов, Валерій Карпов, М. Бец, Олексій Тертишний, О. Черкасов, М. Смельницький.

## Фарм-клуби
- «Мечел» (Челябінськ) — Вища хокейна ліга
- «Білі Ведмеді» (Челябінськ) — Молодіжна хокейна ліга